# FIFA Champions Badge
Il FIFA Champions Badge (Stemma della FIFA) è uno stemma della FIFA per la squadra vincitrice della Coppa del Mondo. Sia le squadre maschili (distintivo della Coppa del Mondo FIFA, introdotto a settembre 2008) che le squadre femminili (FIFA Women's World Cup Badge, introdotto ad aprile 2009) possono indossare questo distintivo per quattro anni dopo la vittoria della Coppa del Mondo. Allo stesso modo, lo stemma è stato introdotto a livello delle squadre di club (FIFA Club World Championship Champion Badge, introdotto a febbraio 2008). Nell'agosto 2012 è stato introdotto uno stemma simile per la Coppa del Mondo Futsal (FIFA Futsal World Cup), massimo trofeo mondiale del calcio a 5. La rispettiva nazionale paese o club può indossare la cresta fino al fischio finale della successiva Coppa del Mondo. L'emblema rappresenta il trofeo e i campioni del mondo FIFA e l'anno in cui la nazionale o il club ha vinto la competizione.

## Elenco delle nazionali premiate

### Nazionali di calcio

#### Maschili
| Anno | Nazionale |
| ---- | --------- |
| 2006 | Italia    |
| 2010 | Spagna    |
| 2014 | Germania  |
| 2018 | Francia   |
| 2022 | Argentina |

#### Femminili
| Anno | Nazionale   |
| ---- | ----------- |
| 2007 | Germania    |
| 2011 | Giappone    |
| 2015 | Stati Uniti |
| 2019 | Stati Uniti |
| 2023 | Spagna      |

### Nazionali di calcio a 5

#### Maschili
| Anno | Nazionale  |
| ---- | ---------- |
| 2012 | Brasile    |
| 2016 | Argentina  |
| 2021 | Portogallo |
| 2024 | Brasile    |

### Beach soccer

#### Maschili
| Anno | Nazionale  |
| ---- | ---------- |
| 2013 | Russia     |
| 2015 | Portogallo |
| 2017 | Brasile    |
| 2019 | Portogallo |
| 2021 | Russia     |
| 2024 | Brasile    |
| 2025 | Brasile    |

## Elenco dei club premiati

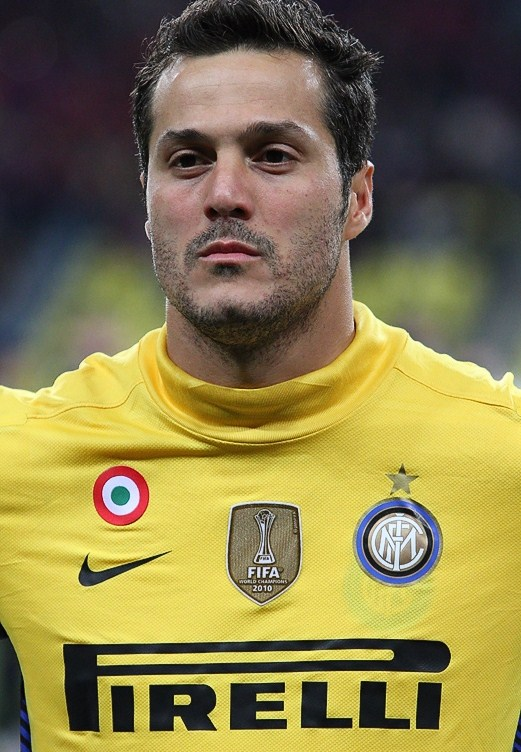
La seconda versione del FIFA Champions Badge della Coppa del mondo per club FIFA usata fino al 2025 sulla maglia dell'.

| Anno | Club            | Nazionalità |
| ---- | --------------- | ----------- |
| 2007 | Milan           | Italia      |
| 2008 | Manchester Utd  | Inghilterra |
| 2009 | Barcellona      | Spagna      |
| 2010 | Inter           | Italia      |
| 2011 | Barcellona      | Spagna      |
| 2012 | Corinthians     | Brasile     |
| 2013 | Bayern Monaco   | Germania    |
| 2014 | Real Madrid     | Spagna      |
| 2015 | Barcellona      | Spagna      |
| 2016 | Real Madrid     | Spagna      |
| 2017 | Real Madrid     | Spagna      |
| 2018 | Real Madrid     | Spagna      |
| 2019 | Liverpool       | Inghilterra |
| 2020 | Bayern Monaco   | Germania    |
| 2021 | Chelsea         | Inghilterra |
| 2022 | Real Madrid     | Spagna      |
| 2023 | Manchester City | Inghilterra |
| 2024 | Real Madrid     | Spagna      |
| 2025 | Chelsea         | Inghilterra |